# Calvados
Calvados o Calvadós (14) és un departament francès situat a la regió de Normandia.

## Geografia
El departament de Calvados limita a l'est amb el departament d'Eure, al sud amb Orne i a l'oest amb Manche. El seu flanc nord està banyat per les aigües del Canal de la Mànega.

## Història
El departament de Calvados va ser creat durant la Revolució Francesa, el 4 de març de 1790 -en aplicació de la llei de 22 de desembre de 1789-, a partir d'una part de l'antiga província de Normandia.

## Política
L'any 2004, fou reelegida com a presidenta del Consell General de Calvados Anne d'Ornano (UDF), en el càrrec des de 1991.
Les principals atribucions del Consell General són votar el pressupost del departament i escollir d'entre els seus membres una comissió permanent, formada per un president i diversos vicepresidents, que serà l'executiu del departament. Actualment, la composició política d'aquesta assemblea és la següent:
- Partit Socialista (PS): 18 consellers generals
- No-adscrits de dreta: 13 consellers generals
- Unió per a la Democràcia Francesa (UDF): 11 consellers generals
- Unió per un Moviment Popular (UMP) : 4 consellers generals
- Partit Radical d'Esquerra (PRG): 3 consellers generals